# Mislinja
Mislinja je naselje ob istoimenski reki v zgornjem delu Mislinjske doline in središče Občine Mislinja.
Po velikosti je ena največjih v Sloveniji, saj meri 112 kvadratnih kilometrov, ima 11 naselij in 1265 hišnih številk ter nekje do 4700 prebivalcev. Je tipična podeželsko-vaška občina, njeno ozemlje se razteza od nadmorske višine 520 metrov v Spodnjih Dovžah in vse do najvišjega vrha Pohorja-Črnega vrha 1543 metrov. Občina zavzema gornji del Mislinjske doline, od izvira Mislinje pod Roglo do Dovž, in doliško podolje, od izvira Pake do Hude luknje, ter hribovita področja med Paškim Kozjakom, Pohorjem in Graško goro. Ob Paki sta nastali večji naselji Srednji in Gornji Dolič; ob Mislinji pa Mislinja, Šentilj. Po površini je ena večjih občin in ima podeželsko-vaški značaj. Občina zavzema gornji del Mislinjske doline in Doliško podolje ter hribovita področja med Paškim Kozjakom, Pohorjem in Graško goro. Občina Mislinja je del Koroške statistične regije.

## Lega
Mislinja je središče širše okolice redko poseljenega Mislinjskega grabna pod južnimi pobočji Pohorja, na prelazu, kjer se stikata Pohorje in Karavanke. Nastanek prvotnega naselja je povezan z delovanjem fužin, jedro sedanjega naselja pa stoji na vrhu mislinjskega klanca 600 mnm imenovanega Šentlenart vrh ob glavni cesti Velenje - Slovenj Gradec. Mislinja zajema ob reki navzgor še zaselka Straže in Vovkarje in je najjužnejše naselje, ki je uvrščeno v koroško regijo.

## Zgodovina
V starih listinah se kraj Mislinja prvič omenja v letu 1404. Pravi razvoj pa se je pričel z delovanjem prvih fužin, katere so pričele z delovanjem s prvimi poizkusi konec 16. stoletja. Tako so pričeli delovati prvi obrati v letu 1724. Prvi plavž pa beleži delovenje leta 1762, na kar spominja ime zaselka Plavž.

### Noriki
Prvič se ime Mislinja pojavi leta 400 pr. n. št., ko so Noriki na pobočju južnega dela Pohorja ustanovili trgovsko postojanko »Slinia«. Zaradi hudega udora pobočja Pohorja leta 398 pr. n. št. je bila postojanka uničena in v ruševinah so se naselili divji petelini. 

### Rimski imperij
V obdobju Rimskega imperija je bila med drugim poseljena današnja vas Završe, kjer so našli dve nagrobni plošči, kateri sta danes vzidani v obzidje pokopališča sv. Vida. Arheologi so v naselju Dovže odkrili nagrobne spomenike, kateri so vzidani v zidove cerkve v Dovžah in Šentilju pod Turjakom. Sami ostanki »vile Rustika« pa pričajo o obstanku kmečkega dvora, ki je vseboval lastniška in gospodarska poslopja ter prostore za sužnje. Na tem mestu so odkrili tudi nekaj kosov keramike, kovancev in stekla. Prisotnost samih žigov na strešnih opekah, pa priča tudi o obstoju opekarne v Dovžah. Po nagrobnih napisih pa je moč razbrati,da je bilo prebivalstvo romansko ali keltsko.
Skozi današnje naselje in Mislinjsko dolino je v obdobju rimske dobe vodila prometna povezava, ki je povezovala rimski provinci Panonia in Noricum. Speljana je bila od Vitanja po obronkih Pohorja, mimo Šentflorjana do Tolstega vrha in Turjaka do Mislinje. Dan danes so ostanki vidni od Mislinjske Dobrave do Starega Trga pri Slovenj Gradcu (Colatio).

### Srednji vek
Zemljiško ozemlje je od 10. stoletja prehajalo od grofov Breže-Selških, ter okoli leta 1040 na Spanheime ter kasneje na Traungavce in Andeške, ter nato dokončno na ogeljske patriarhe. Njihova značilost je bila enovita ozemlja z malo fevdalnimi objekti.        
V srednjem veku je bilo današnje ozemlje Mislinje vključeno v »slovenjgraško provinco«, katera je predstavljala vez med zveznima deželama Koroške in Štajerske, vse dokler ni bila sredi 13. stoletja (leta 1362 - 1363) priključena Štajerski. Cerkveno ozemlje je pripadalo ogeljskemu patriarhatu, takratni matični župniji v Šmartnem. Leta 1397 pa prične pripadati samostojni župniji sv. Ilje (Egidija). 

#### Grad Valdek - Waldeck
Grad Valdek (nemško Waldeck) je bil grad, katerega ruševine se nahajajo na vzpetini pred Hudo Luknjo v občini Mislinja na nadmorski višini 618 m.  
Grad je dobil ime po plemiški rodbini Waldeck, njegovi prvi lastniki, valdeški roparski vitezi pa naj bi ga sezidali v 12. stoletju in je predstavljal z 170 cm debelimi zidovi zanesljivo utrdbo. Pozneje je grad prišel v roke družine Auffenstein. Grad naj bi v prvi polovici 15. stoletja uničili Turki, kasneje med 15. in 18. stoletjem pa se je zamenjalo več lastnikov. Kot zadnji lastnik se konec 18. stoletja omenja družina Freihern iz Slovenj Gradca. Kasneje grad po zemljiški odvezi leta 1848 izgubi nekdanja pripadajoča kmetijska zemljišča, kar grad vodi v propad in tako ostanejo do sredine 19. stoletja samo še ruševine, ki so bile leta 1994 zavarovane kot umetnostni in kulturni spomenik. Namen gradu je bila zaščita cestnega prehoda, ki je povezoval današnje Završe, Dolič in Vitanje.

### Železarstvo in oglarstvo pod lastništvom družine Zois
Z razvojem oglarstva in železarne v Mislinji se je pričela prava industrijska revolucija. Tako je kot prvi leta 1723 dobil koncesijo za obrat fužin, meščan in fužinar Ernst Jožef Hanžič iz Tratschwega pri Št. Vidu ob Glini na Koroškem. Prvi fužinski obrat »plavž« je bil postavljen ob zgornjem toku reke Mislinje. Iz gozdov Pohorja, so pridobivali les za kuhanje oglja, rudosledci pa so dovažali železo iz Koroške. Končane proizvode, kot so plužnik, lemež, sekire in motike pa so izvažali vsepovsod tudi v Italijo. 
Obrate mislinjskih fužin je leta 1752 kupil grof Schrottenbach, lastnik graščine na Legnu, Zaloške planine in velik del gozdov na levem bregu reke Mislinje. Njegova posest je segala pod Kopo, Golavobuko, Črni vrh do Velike Kope. Graščina grofa Schrottenbacha je imela 886 ha posesti in od tega 783 ha gozdov. Leta 1753 je grof Schrottenbach prodal mislinjsko železarno, kranjskemu podjetniku italijanskega rodu, očetu Žige Zoisa Michelangelu Zoisu, ki je imel v lasti velik del kranjskih fužin (Bohinj, Mojstrana, Tržič) ter nadzoroval trgovino z železom v Ljubljani in Trstu. 
Decembra leta 1770 je postal lastnik mislinjskih fužin baron Žiga Zois. Michelangelo Zois je prepustil svojemu sinu baronu Žigu Zoisu, ki je veljal za slovenskega razsvetljeneca, gospodarstvenika, podjetnika in mecena. Obrati mislinjske železarne so bili v lasti družine Zois, celih 64 let. 
Obratovanje železarne je sledilo v silno zadolževanje pri upnikih in tako je bil Žiga Zois prisiljen prodajati svoje imetje za poplačilo dolgov. Tako se je odločil s terjatvami obremenjeno železarno in posest v Mislinji leta 1817 prepustiti nečaku Francu Antonu Bonazzi, ki je bil takrat član sekcije za rudnike in tovarne v Štajerski trgovski in obrtni zbornici v Gradcu. 
Slednji je postopoma odkupoval preostale ogljarske obrate in dokupil steklarno (glažuta) in povečeval posest, tako da je v letu 1850 obsegala 2720 ha. Izdelki, ki so jih izdelovali (motike, lopate, sekire, ograje, pluge ter osi za vagone) so imeli žig z oznako »Eissenweck Missling«. Tako je imela modernizirana železarna svojo valjarno, kupolko (peč za sivo litino) ter peč za kvaliteno jeklo. 
Lastniki iz družine Zois so dosegli, da je mislinjska železarna prešla v vodilno skupino slovenskih železarn v drugi polovici 18. in v prvi polovici 19. stoletja. V tem obdobju se je železarna vztrajno borila za pridobivanje koncesij za opravljanje ogljarstva in železarstva. Kot zanimivost velja, da je bila na območju mislinjskih železarn postavljena ena izmed prvih fužin, visoka okoli 9 metrov. Še dan danes predstavlja neposreden materialni dokaz ostanka fužin Tisnikarjeva domačija, v kateri se je rodil znani mislinjski slikar Jože Tisnikar. Danes je ohranjenih kar nekaj objektov, kateri so zaznamovali takratno obdobje, a vendar so ti objekti po večini sedaj preurejeni v stanovanjska in gospodarska poslopja. Leta 1854 Prva avtrijska hranilnica mislinjsko železarno zapleni, a vendar jo leta 1858 odkupi njen stečajni upravitelj Matija Lohninger. Za njim postane lastnik železarn družina Lohninger z rodbino Hagenauer. 
Mislinjska železarna je skupaj delovala skoraj dvestolet (od začetka 18. do konca 19. stoletja). S fužinami je prišlo do razvoja in napredka na področju ogljarstva, kar je pomenilo v razvoj in posodobitev javnih prevozniških poti na širšem območju Mislinjske doline.

### Deželna cesta Velenje - Mislinja
Deželna cesta Velenje - Mislinja je bila odprta leta 1829. Prej je tekel promet preko vasi Graška Gora (800 m). V zahvalo in podporo pri izgradnji deželne ceste so takratnemu avstrijskemu nadvojvodi in fieldmaršalu Janezu Habsburško-Lotarinškemu postavili spomenik, ki stoji nasproti vhoda v jamo v naravni rezervat Huda luknja. Vlak po železnici, speljani skozi več tunelov, je vozil od leta 1899 do 1969.

### Arthur Perger
Arthur Perger (1852 - 1930) je bil avstrijski veleposestnik in zadnji lastnik mislinjskega posestva od leta 1899, takrat imenovanega Gospodstvo Mislinja (popis deželnih veleposestev Štajerske 1901 - Schematismus des  landtaeflichen  und  Grossgrund-Besitzes  von Steiermark) z upravo v Mislinji in centralo na Dunaju. Kupna pogodba je bila sklenjena leta 1899, javna objava je sledila leta 1901. Nakup posestva je predstavljalo možnost za gospodarjenje s surovinami gozdov, vodno energijo in odprtja nove železnice Velenje - Dravograd, ki je bila odlična logistična povezava za odprodajo surovin. Tako se posest Gozdarstvo in lesna industrija Artur Perger Mislinja preusmeri iz pretežno železarske industrije v lesno pridelovalni obrat, ki ga je sestavljalo več obratov, med najpomembnejše sodijo dve železarni, dva polnojarmenika, mizarski obrat, tovarno lepenke, drevesnice, kamnolomi ter najprepoznavnejša gozdna železnica.   

### Gozdna železnica Mislinja - Komisija
Gozdna železnica Mislinja - Komisija je bila prometna pot za izvoz lesa s Pohorja po Mislinjskem grabnu od zaselka Komisija do naselja Mislinja. Gozdne ceste niso odgovarjale prevozu hlodovine za potrebe vseh žag. Lastnik železnice Arthur Perger je izkoristil priložnost in po zaključku gradnje državne železnice pričel s pripravami gradnje gozdne železnice Mislinja - Komisija s katero je želel povezati svoje gozdne obrate in žage za predelavo lesa. Mislinjska gozdna železnica je začela obratovati leta 1902. 
Proga je bila enostavno grajena s tirno širino 76 cm, kar je bila običajna širina za takratne gozdne in industrijske železnice ter je odgovarjala minimalnim varnostnim predpisom. Do kasnejšega elektrificiranja železnice so prvotno vagone vlekli konji, natovorjeni pa so se zaradi naklona terena in natovorjenosti samodejno vračali. Nadzorovanje spusta in vračanja tovora na vagonih so opravljali »bremzarji«, tako da vlak z vagoni tovora zavirali in preusmerjali na posebej zgrajene dele proge z dvojnimi tiri, t. i. izogibališča. Iz gozdov so odpremljali hlodovino, drva, lubje in oglje. V osrčje gozdov pa so dovažali hrano in material za delavce in njihove družine.  
Gozdna železnica je potekala od spodnje žage v naselju Mislinja pa vse do Komisije v dolžini  cca 9.4 km (pod Mulejevim vrhom pri Rogli). Kraj je prejel ime po »komisiji«, ki je na omenjenem mestu bivala in ocenjevala les za prevoz v dolino po železnici. Prvotno se je ta predel imenoval Laški graben, po Italijanih, ki so tu živeli v lesenih barakah. Železnica je zaradi svoje značilne gradnje ob gozdni cesti in reki Mislinja imela veliko ostrih ovinkov in vzpetin.   
Že Leta 1899 je Perger zgradil malo hidro elektrarno z močjo 12 KW za osvetlitev delovnih mest, upravnih in stanovanjskih prostorov. Pozneje je bila zgrajena nova elektrarna na lokaciji bivše »dekmanove fužine«, pozneje Mešlove stanovanjske hiše, ki je imela dve turbini. Napajala je gozdno železnico, ki je bila leta 1914 popolnoma elektrificirana (naj bi bila med prvimi v Evropi). Leta 1919 sta bili v obratovanju dve AEG lokomotivi. 
Med drugo svetovno vojno je železnica obratovala, uporabljali so jo tudi partizani za prevoze ranjencev in materiala na območje partizanske bolnice »Planika«. Ob koncu 2. svetovne vojne so bile proga, lokomotive in ostala transportna sredstva v zelo slabem stanju. Leta 1957 so gozdno železnico ukinili in zgradili gozdno cesto. Stroški prevoza po železnici so bili znatno nižji in omogočali so odpremo manjših količin. V gozdovih je bila predvidena letna sečnja okoli 10.000m3 hlodovine. Les je bil temeljito izkoriščen vse do predelave lesnih odpadkov v rjavo lepenko v tovarni lepenke v Mislinji, katero so med 2. svetovno vojno požgal. Veleposest Arthurja Pergerja se je do druge svetovne vojne imenovala Gozdarstvo in lesna industrija Artur Perger Mislinja. Proga je bila v uporabi do maja 1957, ko so jo zaradi neekonomičnosti ukinili.

### Pošta
Tako kot cestna povezava skozi sotesko Hude luknje in železniška proga je bila pomembna za poštni promet. Iz zapiskov župnišča sv. Florijana je razvidno, da je v rimski dobi poštna cesta povezovala Šentflorjan  - Vitanje - Stari trg (Colatio). Pošta kočija je imela postojanko v Mislinji in to pred današnjo gostilno v Šentlenartu. Poleg postojanke je bila tudi konjušnica, kjer je poštni kočijaš menjal konjske vprege. Redni poštni promet skozi Mislinjo in Mislinjsko dolino je stekel leta 1842. Potekal naj bi dvakrat tedensko (torek in petek). Po uvedbi železniškega prometa je bil za poštne pošiljke določen poštni vagon. PTT je imela svoje prostore od leta 1899 na železniški postaji, samo Gozdarstvo in lesna industrija A. Perger je imela svojo lastno razdelilno mrežo telefonske centrale. Po 2. svetovni vojni je imelo naselje Mislinja okoli 170 telefonskih priključkov, pa vse do danes ko je dejavnost Pošte Slovenije preselejeno v zgradbo Lopan, kjer je centrala za okoli 2000 telefonskih številk občanov.

## Kulturna dediščina
Podružnična cerkev sv. Lenarta je bila postavljena 1652, ki so ji kasneje prizidali zvonik in sredi 18. stoletja še stransko kapelo. Notranjost je banjasto obokana in ima poznobaročno opremo. Med zaselkoma Straže in Vovkarje stoji podružnična cerkev sv. Ahaca postavljena 1470 v gotskem slogu prekrita s skodljami. Strop v cerkvi je lesen in poslikan okoli leta 1730, stranska oltarja sta zlata. Zvon iz leta 1478 spada med najstarejše v Sloveniji.
V Mislinjskem grabnu raste lipa (Tilia platyphyllos) z obsegom 780 cm, ki je ena debelejših v Sloveniji.

## Šport
Velike zasluge za razvoj organizirane športne aktivnosti v Mislinji ima Stane Stoporko, ki je tu vodil gradnjo več športnih objektov in spodbujal delovanje klubov. V Mislinji deluje več klubov, od infrastrukture pa izstopa smučarsko-skakalni center s štirimi skakalnicami s plastično podlago za skoke tako poleti kot pozimi, sedežnica in žarometi za trening in tekme tako podnevi kot tudi ponoči. 

## Znane osebnosti
V Mislinji so bile rojene oziroma so v njej delovale številne znane osebnosti:
- Rado Iršič, slovenski narodni heroj, (17. september 1910, Mislinja, † 12. december 1941, Maribor
- Jože Tisnikar (1928-1998), slikar
- Žiga Zois (1747-1819), razsvetljenec, gospodarstvenik in mecen
- Arthur Perger (1852-1930), avstrijski veleposestnik in gospodarstvenik
- Andrej Rozman (1947), literarni zgodovinar in prevajalec
- Franc Batič (1948), biolog
- Branko Vivod (1944), atlet[10]
- Hilda Tovšak

## Izleti
Asfaltna cesta po Mislinjskem grabnu pelje na višino okoli 1100 mnm do opuščenega zaselka Komisija tik pod Ostruščico (1498 mnm). Tako predstavlja pohodna pot (1h) od zaselka Komisija do smučarskega centra na Rogli. Lahko pa se podate po gozdarski asfaltirani cesti in urejeni makadamski poti od Mislinje do Rogle (17 km). V okolici je tudi več hribov, kot sta Turjak, Črepič in Foltan.

## Galerija
- Smučarsko skakalni objekt v Mislinji
- Bivša železniška postaja v Mislinji
- Mislinja v zimski idili (v ozadju Uršlja gora in Peca)